# Bogdan Zgonc
Bogdan Zgonc, slovenski gradbeni inženir in železniški gospodarstvenik, * 4. september 1939, Ljubljana. - november 2024.

## Življenje in delo
Diplomiral je na ljubljanski FGG (1964) in prav tam tudi doktoriral (1984). Leta 1964 se je zaposlil na železnici v Sekciji za vzdrževanje proge v Postojni. V letih 1974−80 je bil direktor Prometnega inštituta pri Železniškem gospodarstvu Ljubljana, nato član poslovodnega odbora za področje razvoja. Leta 1982 je bil imenovan za predsednika poslovodnega odbora Železniškega gospodarstva Ljubljana, 1984 za člana poslovodnega odbora za področje informacijskega sistema, 1993 je postal namestnik direktorja za infrastrukturo, razvoj in mednarodne odnose Slovenskih železnic. Od 1981 je bil tudi predavatelj na ljubljanski FGG, od 1992 kot redni profesor. Objavil je več strokovnih člankov v domačih in tujih revijah ter več samostojnih del: Tehnično ekonomski kriteriji za izbiro minimalnega polmera horizontalne krivine železniških prog (disertacija)
(COBISS), Železnice I. Projektiranje, gradnja in vzdrževanje prog (COBISS), Železniški promet (COBISS)